# Miss New Hampshire USA
 (juillet 2016).
Si vous disposez d'ouvrages ou d'articles de référence ou si vous connaissez des sites web de qualité traitant du thème abordé ici, merci de compléter l'article en donnant les références utiles à sa vérifiabilité et en les liant à la section « Notes et références ».
 (juillet 2016).
Miss New Hampshire USA, est un concours de beauté féminin, dont la gagnante participe à Miss USA. 
Pour concourir les candidates doivent être âgées de 17 à 27 ans et domiciliées dans l'Etat du New Hampshire.

## Titres
| Année | Nom                    | Domicile      | Âge1 | Classement à Miss USA                 | Prix spéciaux à Miss USA        | Notes                                                                                  |       |
| ----- | ---------------------- | ------------- | ---- | ------------------------------------- | ------------------------------- | -------------------------------------------------------------------------------------- | ----- |
| 2024  | Ariel Sullivan         | Portsmouth    | 28   |                                       |                                 |                                                                                        |       |
| 2023  | Britney Lane           | Hooksett      | 26   |                                       |                                 |                                                                                        |       |
| 2022  | Camila Sacco           | Portsmouth    | 27   | Top 12                                |                                 |                                                                                        |       |
| 2021  | Taylor Fogg            | Newbury       | 26   |                                       |                                 |                                                                                        |       |
| 2020  | Alyssa Fernandes       | Merrimack     | 25   |                                       |                                 |                                                                                        |       |
| 2019  | Alexis Chinn           | Manchester    | 22   |                                       |                                 |                                                                                        |       |
| 2018  | Michelle McEwan        | Harrisville   | 25   |                                       |                                 |                                                                                        |       |
| 2017  | Sarah Mousseau         | Stratham      | 26   |                                       |                                 |                                                                                        |       |
| 2016  | Jessica Strohm         | Manchester    | 24   |                                       |                                 |                                                                                        |       |
| 2015  | Samantha Sue Poirier   | Dover         | 23   |                                       |                                 |                                                                                        |       |
| 2014  | Bridget Brunet         | South Hampton | 26   |                                       |                                 |                                                                                        |       |
| 2013  | Amber Faucher          | Manchester    | 22   |                                       |                                 | Participante à Miss New Hampshire Teen USA 2009                                        |       |
| 2012  | Ryanne Harms           | Rochester     | 23   |                                       |                                 |                                                                                        |       |
| 2011  | LacyJane Folger        | Farmington    | 22   |                                       |                                 |                                                                                        |       |
| 2010  | Nicole Houde           | Manchester    | 23   |                                       |                                 |                                                                                        |       |
| 2009  | Christy Dunn           | Laconia       | 25   |                                       |                                 |                                                                                        |       |
| 2008  | Breanne Silvi          | Nashua        | 23   |                                       |                                 |                                                                                        |       |
| 2007  | Laura Silva            | Londonderry   | 19   |                                       |                                 |                                                                                        |       |
| 2006  | Krystal Barry          | Belmont       | 20   |                                       |                                 |                                                                                        |       |
| 2005  | Candace Glickman       | Manchester    | 23   |                                       |                                 | Participante à Miss New Hampshire 2003, top 10 à Miss America 2004                     |       |
| 2004  | Vanessa Bissanti       | Manchester    | 21   | Demi-finaliste                        |                                 |                                                                                        |       |
| 2003  | Rachael Kay Ribeck     | Manchester    | 24   |                                       |                                 |                                                                                        |       |
| 2002  | Audra Paquette         | Merrimack     | 21   |                                       |                                 | Miss New Hampshire 2005                                                                |       |
| 2001  | Melissa Anne Robbins   | Manchester    | 24   |                                       |                                 |                                                                                        |       |
| 2000  | Bridget Jane Vezina    | Manchester    | 19   | 1re dauphine                          |                                 |                                                                                        |       |
| 1999  | Melissa MacLaughlin    | Manchester    | 18   |                                       |                                 |                                                                                        |       |
| 1998  | Nadia Semerdjiev       | Manchester    | 23   |                                       |                                 |                                                                                        |       |
| 1997  | Gretchen Durgin        | Lancaster     | 21   |                                       |                                 | Participante à Miss New Hampshire Teen USA 1993                                        |       |
| 1996  | Julie Minta Gleneck    | Manchester    | 21   |                                       |                                 |                                                                                        |       |
| 1995  | Valerie Gosselin       | Manchester    | 22   |                                       |                                 |                                                                                        |       |
| 1994  | Kelly Zarse            | Manchester    | 19   |                                       |                                 |                                                                                        |       |
| 1993  | Heidi Cambra           | Hampstead     | 25   |                                       |                                 |                                                                                        |       |
| 1992  | Rebecca Lee Lake       | Manchester    | 26   |                                       |                                 |                                                                                        |       |
| 1991  | Adriana Molinari       | Manchester    | 20   |                                       |                                 | Déchue de sa couronne après qu'un tabloid ait révélé qu'elle avait été strip-teaseuse. | [ 2 ] |
| 1990  | Lisa Parnpichate       | Manchester    | 23   |                                       |                                 |                                                                                        |       |
| 1989  | Fayleen Anne Chwalek   | Manchester    | 24   |                                       |                                 |                                                                                        |       |
| 1988  | Diane Lynn Wright      | Manchester    | 22   |                                       |                                 |                                                                                        |       |
| 1987  | Laurie Durkee          | Hampton Beach | 21   |                                       |                                 |                                                                                        |       |
| 1986  | Lynda Mary Poulin      | Durham        | 24   |                                       |                                 |                                                                                        |       |
| 1985  | Janice LaCroix         | Manchester    | 25   |                                       |                                 |                                                                                        |       |
| 1985  | Rhonda Niles           | Manchester    | 20   |                                       |                                 | Renoça quatre jours après avoir été arrêtée pour recel de vêtements volés.             | [ 3 ] |
| 1984  | Diane Gadoury          | Hampstead     | 26   |                                       | Miss Congeniality (Sociabilité) |                                                                                        |       |
| 1983  | Lynn Stockwell         | Hampton       | 23   |                                       |                                 |                                                                                        |       |
| 1982  | Kathy Rogers           | Seabrook      |      |                                       |                                 |                                                                                        |       |
| 1981  | Cynthia Leigh Graves   | North Conway  |      |                                       |                                 |                                                                                        |       |
| 1980  | Eva Dyer               | Amherst       | 25   | Demi-finaliste, termine à la 9e place |                                 |                                                                                        |       |
| 1979  | Patricia Brous         | Peterborough  |      |                                       |                                 |                                                                                        |       |
| 1978  | Barbara Miller         |               |      |                                       |                                 |                                                                                        |       |
| 1977  | Belinda Bridgeman      | Merrimack     | 19   |                                       |                                 | Miss New Hampshire 1978; Mère de Miss New Hampshire Teen USA 2004- Brittany Freeman    |       |
| 1976  | Sinceree Rowlette      |               |      |                                       |                                 |                                                                                        |       |
| 1975  | Bonnie Gates           | Salem         |      |                                       |                                 |                                                                                        |       |
| 1974  | June Tedeschi          |               |      |                                       |                                 |                                                                                        |       |
| 1973  | Grace Knox             |               | 18   |                                       |                                 |                                                                                        |       |
| 1972  | Cathy Davis            |               |      |                                       |                                 |                                                                                        |       |
| 1971  | Jane Laroche           |               |      |                                       |                                 |                                                                                        |       |
| 1970  | Gale Eriksson          | Concord       |      |                                       |                                 |                                                                                        |       |
| 1969  | Dorothy Conners        |               |      |                                       |                                 |                                                                                        |       |
| 1968  | Deborah Steers         |               |      |                                       |                                 |                                                                                        |       |
| 1967  | Jennifer Brown         |               |      |                                       |                                 |                                                                                        |       |
| 1966  | Elaine Brandt          |               |      |                                       |                                 |                                                                                        |       |
| 1965  | Kathryn Pines          | Hollis        | 22   |                                       |                                 |                                                                                        |       |
| 1964  | Beverly Ann Hebert     |               |      |                                       |                                 |                                                                                        |       |
| 1963  | Janny McCloud          |               |      |                                       |                                 |                                                                                        |       |
| 1962  | Sandralee Kay          |               |      | Demi-finaliste                        |                                 |                                                                                        |       |
| 1961  | Ellen Lipson           |               |      |                                       |                                 |                                                                                        |       |
| 1960  | Joan Joyce Chesleing   |               |      |                                       |                                 |                                                                                        |       |
| 1959  | Nancy Jeanne Gray      |               |      |                                       |                                 |                                                                                        |       |
| 1958  | Patricia Gail Larrabee |               |      |                                       |                                 |                                                                                        |       |
| 1957  | Lyla Moran             |               |      |                                       |                                 |                                                                                        |       |
| 1956  | Rita Leclerc           | Berlin        | 21   |                                       |                                 |                                                                                        |       |
| 1955  | Patricia Ann Mowry     |               |      |                                       |                                 |                                                                                        |       |
| 1954  | Myrna Louise Smith     |               |      |                                       |                                 |                                                                                        |       |
| 1953  | Muriel Roy             |               |      |                                       |                                 |                                                                                        |       |
| 1952  | Aucune représentante   |               |      |                                       |                                 |                                                                                        |       |

1 Âge durant l'élection de Miss USA.